# Bugac
Bugac är en ort i Ungern.   Den ligger i provinsen Bács-Kiskun, i den centrala delen av landet, 100 km sydost om huvudstaden Budapest. Bugac ligger 111 meter över havet och antalet invånare är 3 066.
Terrängen runt Bugac är mycket platt. Runt Bugac är det ganska tätbefolkat, med 70 invånare per kvadratkilometer. Närmaste större samhälle är Kiskunfélegyháza, 12,8 km öster om Bugac. Trakten runt Bugac består till största delen av jordbruksmark.